# Tony James

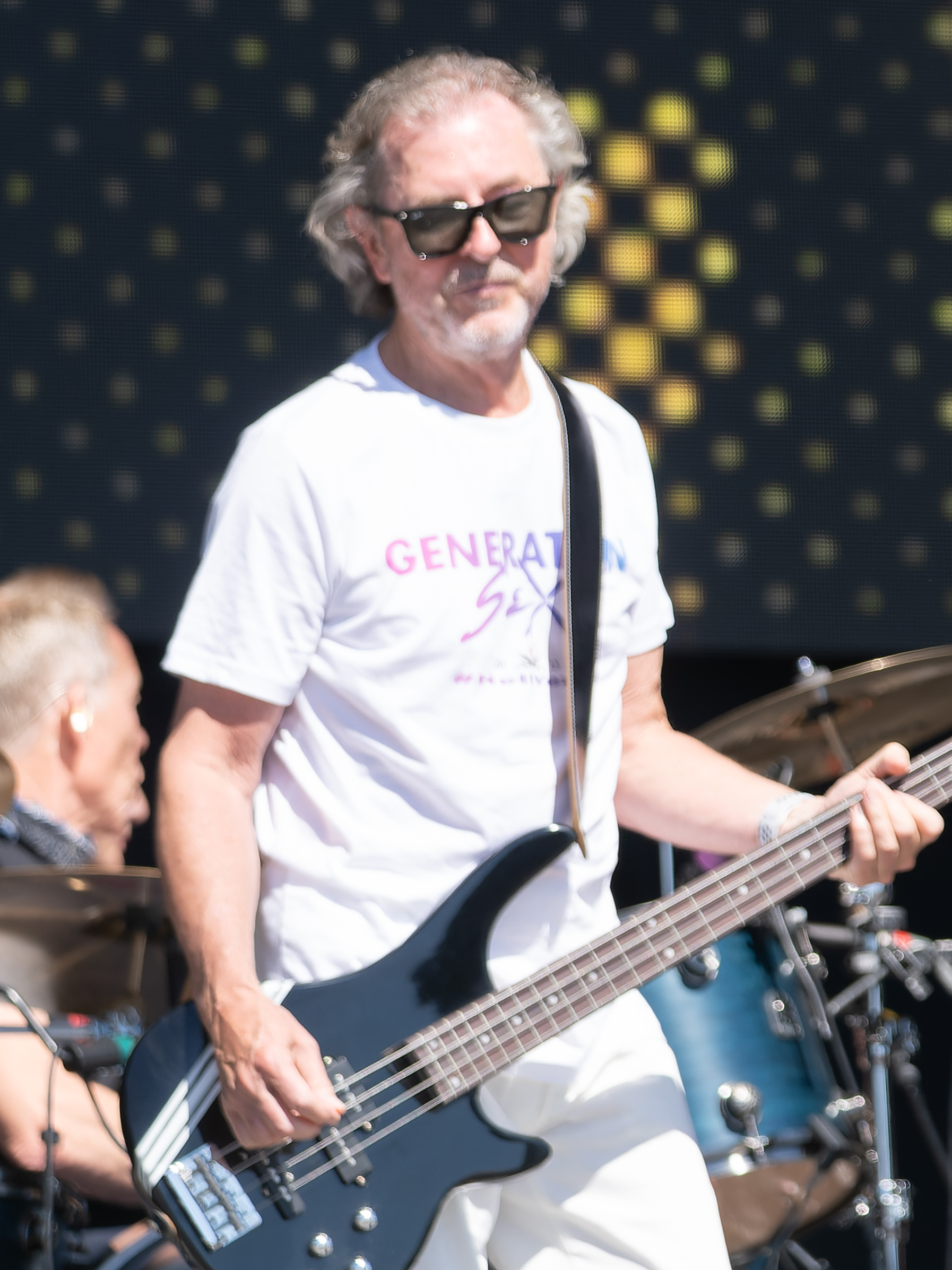
Tony James (2023)

Anthony Eric „Tony“ James (* 12. April 1953 in Market Drayton) ist ein britischer Musiker. Bekannt wurde er als Bassist und Songwriter der Punkband Generation X und als Gitarrist der Band Sigue Sigue Sputnik.

## Karriere

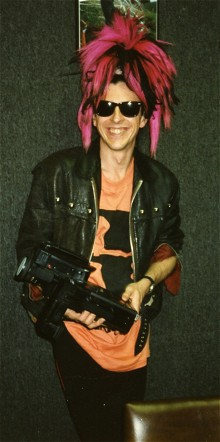
Tony James (1986)

Die erste namhafte Band, in der James Mitglied war, war die Londoner Punkband London SS, der er 1975 beitrat. 1976 verließ er die Band zusammen mit Schlagzeuger John Towe, um sich der Punkband Chelsea anzuschließen. Zusammen mit Towe und Gitarrist Billy Idol verließ er die Band schon drei Monate später wieder, um Generation X zu gründen. Diese Band trennte sich 1981. In der Folgezeit betätigte sich James als Songschreiber (unter anderem Russian Roulette für The Lords of the New Church) und Produzent (unter anderem für Sex Gang Children).
1982 gründete er gemeinsam mit Martin Degville Sigue Sigue Sputnik, mit denen er ein UK-Top-Ten-Album sowie zwei ebenso erfolgreiche Singles realisierte. 1989 trennten sich Sigue Sigue Sputnik wegen Erfolglosigkeit.
Noch im gleichen Jahr trat James The Sisters of Mercy als Bassist bei; dort hielt er es bis 1991 aus. Im gleichen Jahr und 2001 gab es Sigue-Sigue-Sputnik-Reunions; 2003 wurde die Band endgültig zu den Akten gelegt. Von 1993 bis 1996 war James Kopf einer Rock-/Popband namens Fin de Siècle, die ein Album herausbrachte. 2003 gründete James zusammen mit dem ehemaligen The-Clash-Gitarristen Mick Jones das Alternative-Duo Carbon/Silicon, das bis mindestens 2013 Bestand hatte und mehrere Alben herausbrachte. Er ist auch weiterhin als Produzent tätig, so unter anderem für die spanische Elektropop-Formation Fangoria.
2016 absolvierte James zusammen mit Billy Idol (ex-Generation X), Steve Jones (ex-Sex Pistols) und Paul Cook (ex-Sex Pistols) als „Generation Sex“ ein einstündiges Konzert in Los Angeles.
2023 kam es zu einer weiteren Tour dieser „Punk-Supergroup“.

## Privates
James hat einen Abschluss in Mathematik und Informatik der Brunel University, London. Vor seiner musikalischen Karriere arbeitete er als Programmierer. In den 1980er-Jahren war er mit der späteren TV-Moderatorin und Journalistin Magenta Devine liiert. Er hat einen Sohn, Sebastian Pacher, der als Produzent beim britischen Ableger des Fernsehsenders RT arbeitet.